# 数論的双曲3次元多様体
数学において、数論的双曲3次元多様体（英: arithmetic hyperbolic 3-manifold）は、双曲3次元多様体であって、その基本群が PGL(2,C) の部分群として数論的群であるような多様体である。これらの中で最も小さな体積の多様体は、ウィークス多様体であり、次に小さな体積の多様体はメイヤーホフ多様体である。

## トレース体
クライン群 Γ のトレース体 (trace field) は、 SL(2, C) におけるその元の代表元のトレースにより生成される体であり、それを tr Γ と書く。有限な余体積のクライン群のトレース体は、代数体つまり有理数体の有限拡大であって、総実ではない。
クライン群 Γ(2) の不変トレース体 (invariant trace field) は、Γ の元の平方により生成されるクライン群 Γ(2) のトレース体である。
クライン群 Γの四元数代数 (quaternion algebra) は、トレース体と Γ の元により生成された M(2, C) の部分環であり、Γ が基本的 (elementary) でなければトレース体上の4次元単純代数である。Γ の不変四元数代数 (invariant quaternion algebra) は、Γ(2) の四元数代数である。四元数代数は分解するかもしれない。言い換えると、行列代数となるかも知れない。このことは、Γ が非基本的で双曲元を持っているとき、特に非コンパクト有限余体積3次元多様体のクライン群であるとき、必ず起きる。
不変トレース体と不変四元数代数とは、 SL(2, C) の部分群として、群の広義通約類(wide commensurability class)にのみ依存している。このことはトレース体の場合には成り立たないことが知られている。実際、不変トレース体は、Γ の有限指数部分群のトレース体の中で最小の体である。
数体が数論的双曲3-多様体の不変トレース体であることと、複素埋め込みのただひとつの共役ペアをもつこととは同値である。